# Sharonne
Sharonne   (Sabadell, 1 de juny de 1976), nom artístic de Cristóbal Garrido, és una drag queen, actriu i cantant catalana. Va guanyar la segona temporada del programa Drag Race España.

## Carrera artística
Va iniciar la carrera artística de ben jove en el món del teatre amateur. De fet, tenia començats uns estudis en administració quan es va decantar definitivament pel món de l'actuació. Va estudiar interpretació a l'Escola TRAM Expressió de Barcelona i dansa a l'Escola de CO&CO de Barcelona.
Té un altre alter ego, DJ Lucy, personatge que va fer de mestra de cerimònies durant la gira The Hole Zero.
En la faceta de cantant, va formar part del duo Shimai, que va popularitzar una versió de la cançó Estoy bailando de les Hermanas Goggi. El 2001, va provar de representar Espanya en el Festival d'Eurovisió com a membre de Trans-X, però no van passar del dotzè lloc de la preselecció de la Radiotelevisió Espanyola.
Pel que fa a l'actuació, va participar en el curtmetratge Puta de oros el 2000, i en la sèrie catalana El cor de la ciutat, en què va interpretar el personatge trans de Velvet durant una temporada.
El 2017, presentant-se com a Garrido, va participar en el concurs televisiu Tu cara no me suena todavía d'Antena 3 imitant Olga Guillot i interpretant la seva cançó Soy lo prohibido. Va vèncer els altres concursants en la primera gala, i com a premi va passar directament a la final, on va obtenir el tercer lloc.
L'any següent va participar en La Marató de TV3, on va homenatjar els morts de càncer interpretant la cançó (You Make Me Feel Like) A Natural Woman de l'estatunidenca Aretha Franklin. També va presentar la Gala de Reines del Carnestoltes 2018 de Vinaròs, juntament amb Beni Sánchez.
El 2022, va ser anunciada com una de les participants de la segona temporada de Drag Race España, versió espanyola de la franquícia Drag Race. En un dels reptes més coneguts del programa, el Snatch Game, va imitar Verónica Forqué, la qual cosa la va fer guanyar l'episodi. Després d'una temporada de destacar i sense cap valoració negativa per part del jurat, finalment va sortir-ne victoriosa i es va coronar com la Superestrella Drag d'Espanya—succeïa Carmen Farala. Després del triomf, es va informar que participaria en la gira Gran Hotel de las Reinas.
També va fitxar amb la plataforma AtresPlayer per a protagonitzar acompanyada de Supremme de Luxe, Pupi Poisson i Estrella Xtravaganza Reinas al rescate, en què viatgen totes quatre per localitats de l'Espanya profunda en cerca d'històries LGBTI.
El 26 d'octubre de 2022 se'n va anunciar la participació en el Benidorm Fest 2023, el concurs que enviarà a la representació espanyola per al Festival d'Eurovisió, a celebrar-se a Liverpool el maig del 2023. Amb tot, només va arreplegar 87 punts i va obtenir una 6a posició en la primera semifinal del programa, així que no va classificar-se com a finalista.

## Filmografia

### Cinema
- Puta de oros (curtmetratge, 2000)

### Televisió[3]
- Crónicas marcianas (1997)
- Paranoia setmanal (2007)
- El cor de la ciutat (2008)
- Tretze anys i un dia (2008)
- Tú sí que vales (2013)
- Alaska y Coronas (2014)
- Lo que surja (2016)
- Forenses (2017)
- Tu cara no me suena todavía (2017)
- La Marató de TV3 (2018)
- ¡Ahora caigo! (2018)[15]
- Drag Race España (2022)[16]
- Reinas al rescate (2022)[17]

### Sèries web
- 10 Esenciales (2022)[18]
- Los 40 (2022)[19]
- El Comidista (2022)[20]